# Statuia „Sfântul Florian” din Jimbolia
Statuia „Sfântul Florian” din Jimbolia este un monument istoric aflat pe teritoriul orașului Jimbolia.